# Pekařka
Pekařka (německy Bäckenhain) je malá vesnice, část obce Bílý Kostel nad Nisou v okrese Liberec. Nachází se asi jeden kilometr severně od Bílého Kostela nad Nisou. Pekařka leží v katastrálním území Bílý Kostel nad Nisou o výměře 21,24 km².

## Historie
První písemná zmínka o vesnici pochází z roku 1710. Do roku 1946 se vesnice jmenovala Bäckenhain.

## Další fotografie

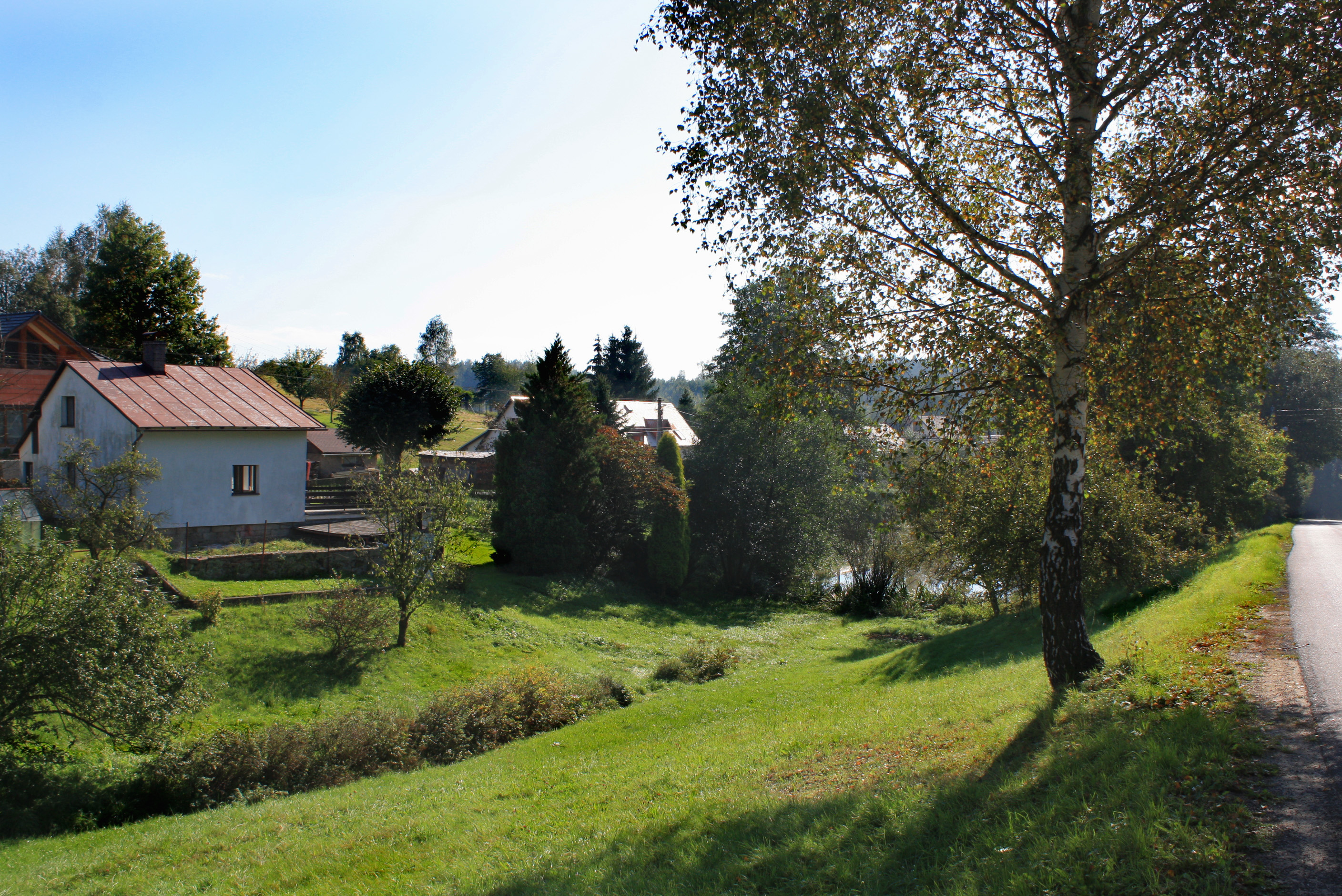
Domky okolo rybníka
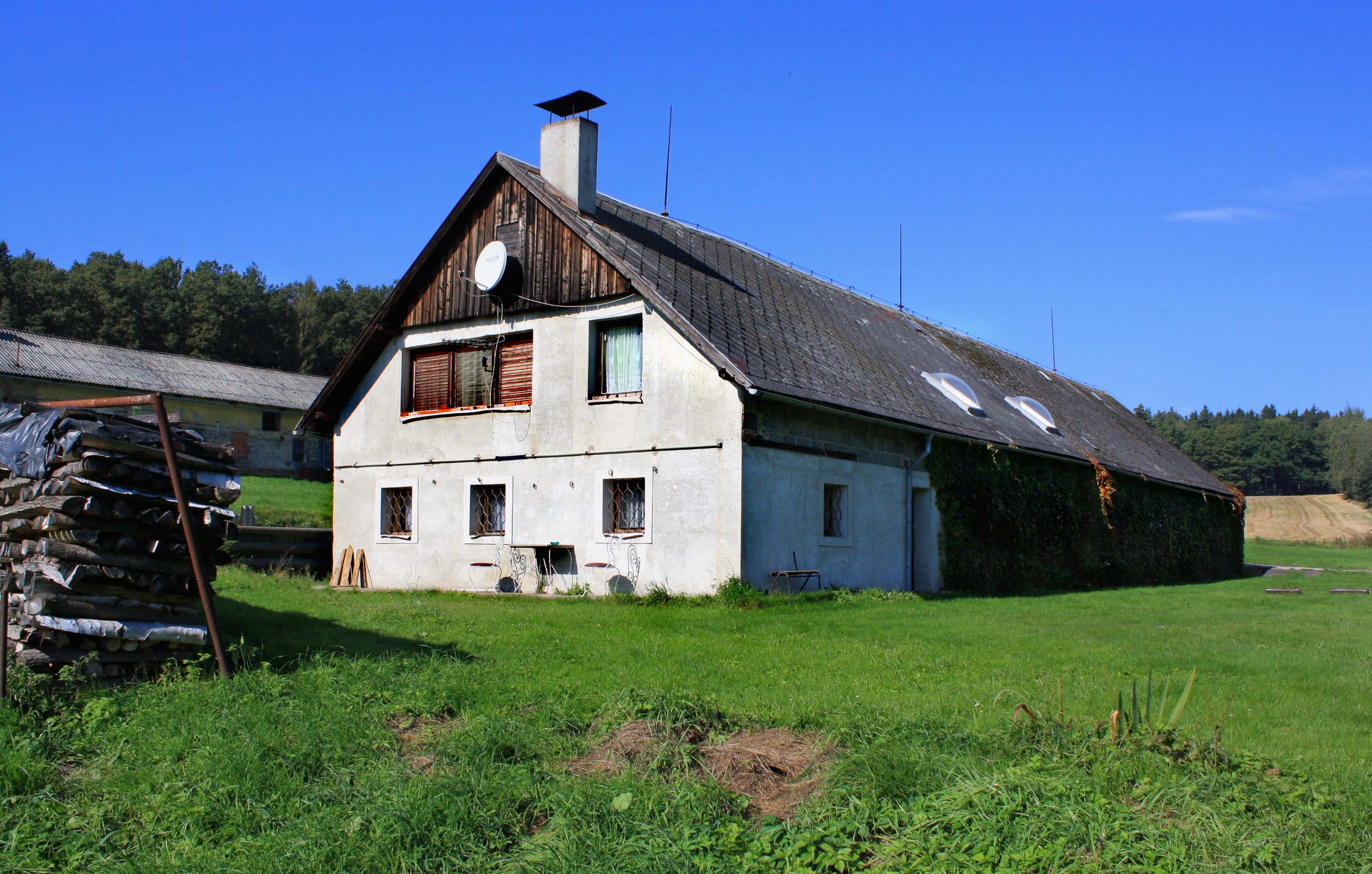
Chalupa se stodolou
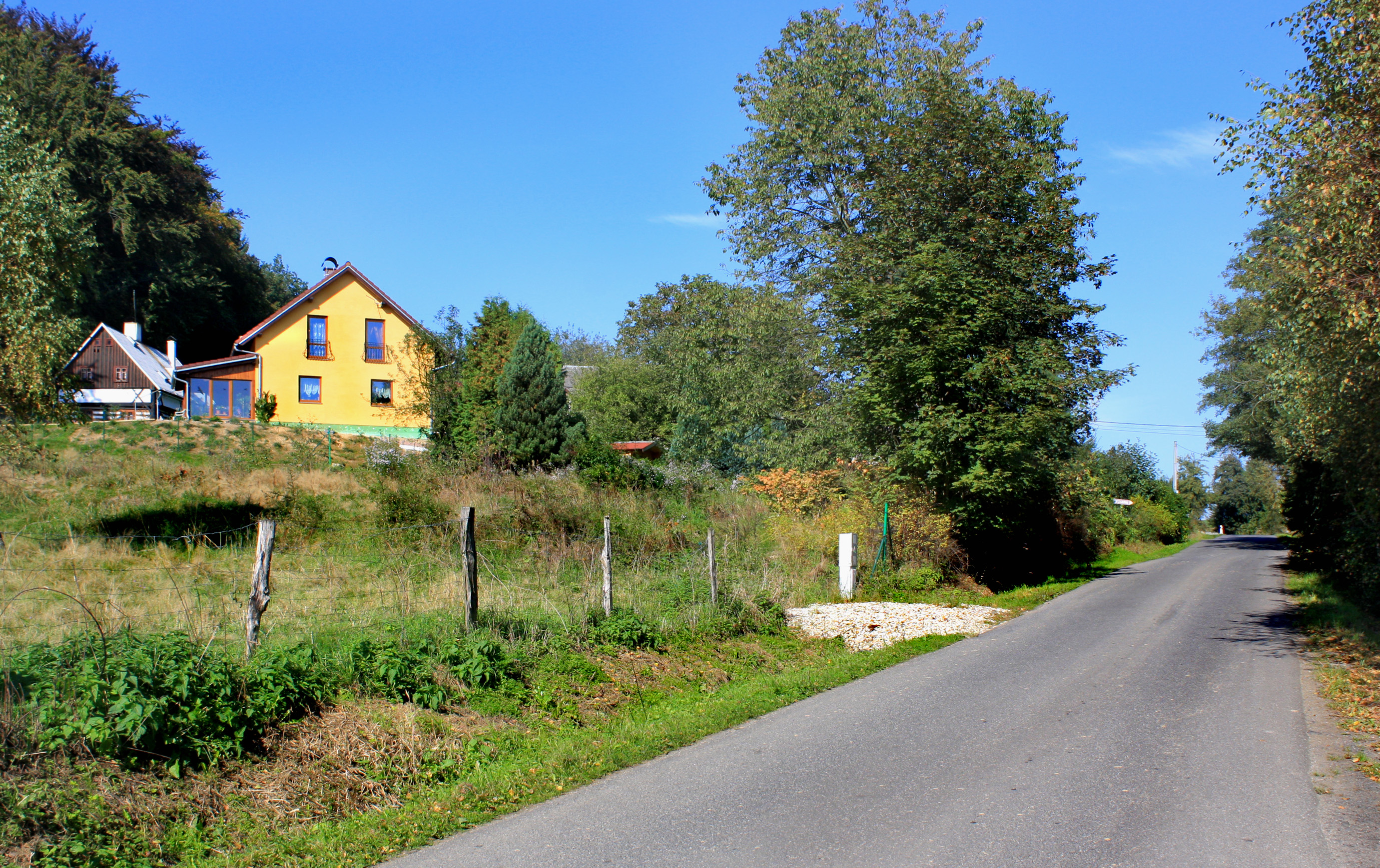
Silnice směrem na Václavice